# Centre de linguistique théorique et appliquée
 (mai 2008).
Si vous disposez d'ouvrages ou d'articles de référence ou si vous connaissez des sites web de qualité traitant du thème abordé ici, merci de compléter l'article en donnant les références utiles à sa vérifiabilité et en les liant à la section « Notes et références ».
Le Centre de linguistique théorique et appliquée (CELTA) est un centre de recherche linguistique créé en 1971, initialement basé à Lubumbashi, maintenant basé à Kinshasa. Le CELTA publie notamment des ouvrages d'apprentissage ou des lexiques pour le français ou les langues nationales congolaises.
Le CELTA est membre du Réseau international francophone d'aménagement linguistique (RIFAL).